# Aksel Lund Svindal
Aksel Lund Svindal (ur. 26 grudnia 1982 w Kjeller) – norweski narciarz alpejski, czterokrotny medalista olimpijski, wielokrotny medalista mistrzostw świata juniorów i seniorów oraz dwukrotny zdobywca Pucharu Świata.

## Kariera
Po raz pierwszy na arenie międzynarodowej Aksel Lund Svindal pojawił się 19 grudnia 1998 roku w zawodach FIS Race w Dombås, gdzie zajął 20. miejsce w gigancie. W 2000 roku brał udział mistrzostwach świata juniorów w Quebecu, gdzie jego najlepszym wynikiem było 28. miejsce w slalomie. Na rozgrywanych rok później mistrzostwach świata juniorów w Verbier był między innymi trzynasty w zjeździe i gigancie. Największe sukcesy w tej kategorii wiekowej osiągnął podczas rozgrywanych w 2002 roku mistrzostw świata juniorów w Tarvisio, gdzie zwyciężył w kombinacji, był drugi w supergigancie oraz trzeci w slalomie i zjeździe.
W zawodach Pucharu Świata zadebiutował 25 października 2001 roku w Sölden, gdzie nie ukończył rywalizacji w slalomie gigancie. Pierwsze pucharowe punkty wywalczył 15 grudnia 2002 roku w Val d’Isère, zajmując 23. miejsce w gigancie. Nieco ponad miesiąc później, 26 stycznia 2003 roku w Kitzbühel po raz pierwszy stanął na podium zawodów pucharowych, zajmując drugie miejsce w kombinacji. W zawodach tych rozdzielił Austriaka Michaela Walchhofera i Didiera Défago ze Szwajcarii. Swoje pierwsze zwycięstwo w zawodach tego cyklu odniósł 27 listopada 2005 roku w Lake Louise, gdzie był najlepszy w supergigancie. Od 2006 roku w każdym kolejnym sezonie Norweg co najmniej dwukrotnie stawał na podium zawodów PŚ, łącznie dokonując tego ponad 50 razy. Przy tym odniósł 25 zwycięstw, z czego blisko połowę stanowią triumfy w supergigancie. Najlepsze wyniki osiągał w sezonach 2006/2007 i 2008/2009, kiedy sięgał po Kryształową Kulę za zwycięstwo w klasyfikacji generalnej. W klasyfikacji końcowej był też drugi w sezonach 2005/2006, 2012/2013 i 2013/2014 oraz trzeci w sezonie 2011/2012. Ponadto kilkukrotnie zdobywał Małe Kryształowe Kule ze zwycięstwa w poszczególnych konkurencjach: w zjeździe w sezonach 2012/2013 i 2013/2014, w supergigancie w sezonach 2005/2006, 2008/2009, 2011/2012, 2012/2013 i 2013/2014 oraz giganta i kombinacji w sezonie 2006/2007.
Podczas treningu przed zawodami w Beaver Creek na początku sezonu 2007/2008, 22 listopada 2007 roku uległ poważnemu wypadkowi, po którym trafił do szpitala. Zawodnik miał połamany nos, pękniętą kość policzkową, pęknięte 2 żebra, a także 15-centymetrową ranę ciętą lewej nogi. Obrażenia okazały się na tyle poważne (szczególnie skomplikowany uraz nogi), że wykluczyły możliwość startu zawodnika w zawodach do końca sezonu. W sezonie 2008/2009 Svindal powrócił do rywalizacji w Pucharze Świata, wygrywając zjazd i supergigant w Beaver Creek, gdzie rok wcześniej odniósł kontuzję. Zwyciężył też w zjeździe w Åre. Sezon zakończył na czele klasyfikacji generalnej PŚ, wyprzedzając Benjamina Raicha zaledwie dwoma punktami.
W 2003 roku wystąpił na mistrzostwach świata w Sankt Moritz, zajmując między innymi piąte miejsce w gigancie. Pierwszy medal wśród seniorów zdobył podczas mistrzostw świata w Bormio w 2005 roku, gdzie był drugi w kombinacji. Rozdzielił tam na podium Raicha i Włocha Giorgio Roccę. W 2006 roku wystartował na igrzyskach olimpijskich w Turynie, zajmując między innymi piąte miejsce w supergigancie i szóste w gigancie. Mistrzostwa świata w Åre w 2007 roku przyniosły mu złote medale w zjeździe i gigancie, był też piąty w superkombinacji. Na rozgrywanych dwa lata później mistrzostwach świata w Val d’Isère był najlepszy w superkombinacji, a w supergigancie zajął trzecie miejsce. Wyprzedzili go tam jedynie Szwajcar Didier Cuche i Włoch Peter Fill. Największe sukcesy olimpijskie osiągnął podczas igrzysk w Vancouver w 2010 roku. W swoim pierwszym starcie, supergigancie, był drugi, plasując się między Didierem Défago, a Bode Millerem z USA. Następnie był najlepszy w supergigancie, jednak superkombinacji nie ukończył. Na tych samych igrzyskach był też trzeci w gigancie, przegrywając tylko z Carlo Janką ze Szwajcarii i swym rodakiem, Kjetilem Jansrudem. Złoto w supergigancie przywiózł również z mistrzostw świata w Garmisch-Partenkirchen w 2011 roku. Na niemieckich mistrzostwach był blisko kolejnego medalu, ale ostatecznie rywalizację w gigancie zakończył na czwartej pozycji, przegrywając walkę o podium z Austriakiem Philippem Schörghoferem. Kolejne medale zdobywał na mistrzostwach świata w Schladming w 2013 roku. Był tam najlepszy w zjeździe oraz trzeci w supergigancie. Brał także udział w igrzyskach w Soczi w 2014 roku, jednak w żadnym ze startów nie stanął na podium. Najlepszy wynik osiągnął w zjeździe, gdzie walkę o brązowy medal przegrał z Jansrudem.
Jest też wielokrotnym mistrzem Norwegii w slalomie, gigancie, zjeździe, supergigancie i superkombinacji.

## Osiągnięcia

### Igrzyska olimpijskie
| Miejsce | Dzień     | Rok  | Miejscowość | Konkurencja     | Czas biegu | Strata | Zwycięzca           |
| ------- | --------- | ---- | ----------- | --------------- | ---------- | ------ | ------------------- |
| 21.     | 12 lutego | 2006 | Turyn       | Zjazd           | 1:48,80    | +2,10  | Antoine Dénériaz    |
| DNF     | 14 lutego | 2006 | Turyn       | Kombinacja      | 3:09,45    | —      | Ted Ligety          |
| 5.      | 18 lutego | 2006 | Turyn       | Supergigant     | 1:30,65    | +0,45  | Kjetil André Aamodt |
| 6.      | 20 lutego | 2006 | Turyn       | Gigant          | 2:35,00    | +1,06  | Benjamin Raich      |
| DNF2    | 25 lutego | 2006 | Turyn       | Slalom          | 1:43,14    | —      | Benjamin Raich      |
| 2.      | 15 lutego | 2010 | Vancouver   | Zjazd           | 1:54,31    | +0,07  | Didier Défago       |
| 1.      | 19 lutego | 2010 | Vancouver   | Supergigant     | 1:30,34    | —      | —                   |
| DNF2    | 21 lutego | 2010 | Vancouver   | Superkombinacja | 2:44,92    | —      | Bode Miller         |
| 3.      | 23 lutego | 2010 | Vancouver   | Gigant          | 2:37,83    | +0,61  | Carlo Janka         |
| 4.      | 9 lutego  | 2014 | Soczi       | Zjazd           | 2:06,23    | +0,29  | Matthias Mayer      |
| 8.      | 14 lutego | 2014 | Soczi       | Superkombinacja | 2:45,20    | +1,68  | Sandro Viletta      |
| 7.      | 16 lutego | 2014 | Soczi       | Supergigant     | 1:18,14    | +0,62  | Kjetil Jansrud      |
| DNF2    | 13 lutego | 2018 | Jeongseon   | Superkombinacja | 2:06,52    | –      | Marcel Hirscher     |
| 1.      | 15 lutego | 2018 | Jeongseon   | Zjazd           | 1:40,25    | –      | –                   |
| 5.      | 16 lutego | 2018 | Jeongseon   | Supergigant     | 1:24,44    | +0,49  | Matthias Mayer      |

### Mistrzostwa świata
| Miejsce | Dzień       | Rok  | Miejscowość       | Konkurencja     | Czas biegu | Strata | Zwycięzca           |
| ------- | ----------- | ---- | ----------------- | --------------- | ---------- | ------ | ------------------- |
| DNF1    | 2 lutego    | 2003 | Sankt Moritz      | Supergigant     | 1:38,80    | -      | Stephan Eberharter  |
| 22.     | 8 lutego    | 2003 | Sankt Moritz      | Zjazd           | 1:43,54    | +2,56  | Michael Walchhofer  |
| 5.      | 12 lutego   | 2003 | Sankt Moritz      | Gigant          | 2:45,93    | +0,84  | Bode Miller         |
| 7.      | 29 stycznia | 2005 | Bormio            | Supergigant     | 1:27,55    | +1,61  | Bode Miller         |
| 2.      | 3 lutego    | 2005 | Bormio            | Kombinacja      | 3:19,10    | +0,91  | Benjamin Raich      |
| 7.      | 5 lutego    | 2005 | Bormio            | Zjazd           | 1:56,22    | +1,16  | Bode Miller         |
| 6.      | 9 lutego    | 2005 | Bormio            | Gigant          | 2:50,41    | +1,58  | Hermann Maier       |
| 12.     | 12 lutego   | 2005 | Bormio            | Slalom          | 1:41,34    | +2,43  | Benjamin Raich      |
| 13.     | 6 lutego    | 2007 | Åre               | Supergigant     | 1:14,30    | +0,94  | Patrick Staudacher  |
| 5.      | 8 lutego    | 2007 | Åre               | Superkombinacja | 2:28,99    | +0,60  | Daniel Albrecht     |
| 1.      | 11 lutego   | 2007 | Åre               | Zjazd           | 1:44,68    | -      | -                   |
| 1.      | 14 lutego   | 2007 | Åre               | Gigant          | 2:19,64    | -      | -                   |
| DNF1    | 17 lutego   | 2007 | Åre               | Slalom          | 1:57,33 mn | -      | Mario Matt          |
| 3.      | 4 lutego    | 2009 | Val d’Isère       | Supergigant     | 1:19,41    | +1,02  | Didier Cuche        |
| 11.     | 7 lutego    | 2009 | Val d’Isère       | Zjazd           | 2:07,01    | +1,70  | John Kucera         |
| 1.      | 9 lutego    | 2009 | Val d’Isère       | Superkombinacja | 2:23,00    | -      | -                   |
| 9.      | 13 lutego   | 2009 | Val d’Isère       | Gigant          | 2:18,82    | +1,79  | Carlo Janka         |
| DNF     | 9 lutego    | 2011 | Ga-Pa             | Supergigant     | 1:38,31    | -      | Christof Innerhofer |
| 5.      | 12 lutego   | 2011 | Ga-Pa             | Zjazd           | 1:58,41    | +1,42  | Erik Guay           |
| 1.      | 14 lutego   | 2011 | Ga-Pa             | Superkombinacja | 2:54,51    | -      | -                   |
| 4.      | 18 lutego   | 2011 | Ga-Pa             | Gigant          | 2:10,56    | +0,49  | Ted Ligety          |
| 3.      | 6 lutego    | 2013 | Schladming        | Supergigant     | 1:23,96    | +0,22  | Ted Ligety          |
| 1.      | 9 lutego    | 2013 | Schladming        | Zjazd           | 2:01,32    | -      | -                   |
| DNF2    | 11 lutego   | 2013 | Schladming        | Superkombinacja | 2:56,96    | -      | Ted Ligety          |
| 4.      | 15 lutego   | 2013 | Schladming        | Gigant          | 2:30,71    | +1,79  | Ted Ligety          |
| 6.      | 5 lutego    | 2015 | Vail/Beaver Creek | Supergigant     | 1:15,68    | +0,37  | Hannes Reichelt     |
| 6.      | 7 lutego    | 2015 | Vail/Beaver Creek | Zjazd           | 1:43,18    | +0,45  | Patrick Küng        |
| 16.     | 6 lutego    | 2019 | Åre               | Supergigant     | 1:24,20    | +0,92  | Dominik Paris       |
| 2.      | 9 lutego    | 2019 | Åre               | Zjazd           | 1:19,97    | +0,02  | Kjetil Jansrud      |

### Mistrzostwa świata juniorów
| Miejsce | Dzień     | Rok  | Miejscowość | Konkurencja | Czas biegu | Strata | Zwycięzca            |
| ------- | --------- | ---- | ----------- | ----------- | ---------- | ------ | -------------------- |
| 48.     | 21 lutego | 2000 | Québec      | Zjazd       | 1:10,77    | +3,30  | Thomas Graggaber     |
| 33.     | 22 lutego | 2000 | Québec      | Supergigant | 1:15,69    | +3,03  | Klaus Kröll          |
| 28.     | 25 lutego | 2000 | Québec      | Slalom      | 1:52,95    | +5,43  | Daniel Défago        |
| 39.     | 26 lutego | 2000 | Québec      | Gigant      | 1:52,09    | +5,70  | Georg Streitberger   |
| 13.     | 5 lutego  | 2001 | Verbier     | Zjazd       | 1:30,23    | +1,95  | Thomas Graggaber     |
| 18.     | 6 lutego  | 2001 | Verbier     | Supergigant | 1:28,17    | +3,28  | Christoph Kornberger |
| DNF     | 8 lutego  | 2001 | Verbier     | Gigant      | 2:08,79    | -      | Hannes Reiter        |
| DNF1    | 9 lutego  | 2001 | Verbier     | Slalom      | 1:25,72    | -      | Stefan Kogler        |
| 3.      | 27 lutego | 2002 | Tarvisio    | Zjazd       | 1:26,85    | +0,41  | Adam Cole            |
| 2.      | 28 lutego | 2002 | Tarvisio    | Supergigant | 1:25,02    | +0,50  | Peter Fill           |
| 3.      | 2 marca   | 2002 | Tarvisio    | Slalom      | 1:30,46    | +0,91  | Steven Nyman         |
| 1.      | 3 marca   | 2002 | Tarvisio    | Kombinacja  | 11,77 pkt  | -      | -                    |

### Puchar Świata

#### Miejsca w klasyfikacji generalnej
| Sezon     | Puchar Świata | Zjazd       | Slalom      | Gigant      | Supergigant | Kombinacja  |
| --------- | ------------- | ----------- | ----------- | ----------- | ----------- | ----------- |
| 2002/2003 | 39. miejsce   | 58. miejsce | 38. miejsce | 26. miejsce | 23. miejsce | 4. miejsce  |
| 2003/2004 | 19. miejsce   | 36. miejsce | 41. miejsce | 19. miejsce | 15. miejsce | 6. miejsce  |
| 2004/2005 | 21. miejsce   | 30. miejsce | 37. miejsce | 17. miejsce | 11. miejsce | -           |
| 2005/2006 | 2. miejsce    | 13. miejsce | 13. miejsce | 10. miejsce | 1. miejsce  | 7. miejsce  |
| 2006/2007 | 1. miejsce    | 7. miejsce  | 21. miejsce | 1. miejsce  | 5. miejsce  | 1. miejsce  |
| 2007/2008 | 40. miejsce   | 45. miejsce | 50. miejsce | 19. miejsce | 22. miejsce | -           |
| 2008/2009 | 1. miejsce    | 4. miejsce  | -           | 5. miejsce  | 1. miejsce  | 11. miejsce |
| 2009/2010 | 4. miejsce    | 7. miejsce  | 54. miejsce | 8. miejsce  | 3. miejsce  | 9. miejsce  |
| 2010/2011 | 4. miejsce    | 10. miejsce | 59. miejsce | 2. miejsce  | 16. miejsce | 5. miejsce  |
| 2011/2012 | 3. miejsce    | 6. miejsce  | -           | 11. miejsce | 1. miejsce  | 5. miejsce  |
| 2012/2013 | 2. miejsce    | 1. miejsce  | 47. miejsce | 7. miejsce  | 1. miejsce  | 5. miejsce  |
| 2013/2014 | 2. miejsce    | 1. miejsce  | -           | 16. miejsce | 1. miejsce  | 12. miejsce |
| 2015/2016 | 5. miejsce    | 2. miejsce  | -           | 27. miejsce | 3. miejsce  | -           |
| 2016/2017 | 39. miejsce   | 15. miejsce | -           | -           | 18. miejsce | -           |
| 2017/2018 | 3. miejsce    | 2. miejsce  | -           | -           | 3. miejsce  | -           |
| 2018/2019 | 20. miejsce   | 10. miejsce | -           | -           | 7. miejsce  | -           |

#### Zwycięstwa w zawodach
1. Lake Louise – 27 listopada 2005 (supergigant)
2. Åre – 15 marca 2006 (zjazd)
3. Beaver Creek – 30 listopada 2006 (kombinacja)
4. Hinterstoder – 21 grudnia 2006 (gigant)
5. Lenzerheide – 13 marca 2007 (zjazd)
6. Lenzerheide – 15 marca 2007 (supergigant)
7. Lenzerheide – 17 marca 2007 (gigant)
8. Sölden – 28 października 2007 (gigant)
9. Lake Louise – 25 listopada 2007 (supergigant)
10. Beaver Creek – 5 grudnia 2008 (zjazd)
11. Beaver Creek – 6 grudnia 2008 (supergigant)
12. Åre – 11 marca 2009 (zjazd)
13. Val Gardena – 18 grudnia 2009 (supergigant)
14. Adelboden – 8 stycznia 2011 (gigant)[4]
15. Lake Louise – 27 listopada 2011 (supergigant)
16. Schladming – 14 marca 2012 (zjazd)
17. Lake Louise – 24 listopada 2012 (zjazd)
18. Lake Louise – 25 listopada 2012 (supergigant)
19. Val Gardena – 14 grudnia 2012 (supergigant)
20. Kitzbühel – 25 stycznia 2013 (supergigant)
21. Kvitfjell – 3 marca 2013 (supergigant)
22. Lake Louise – 1 grudnia 2013 (supergigant)
23. Beaver Creek – 6 grudnia 2013 (zjazd)
24. Val Gardena – 20 grudnia 2013 (supergigant)
25. Bormio – 29 grudnia 2013 (zjazd)
26. Lake Louise – 28 listopada 2015 (zjazd)
27. Lake Louise – 29 listopada 2015 (supergigant)
28. Beaver Creek – 4 grudnia 2015 (zjazd)
29. Val Gardena – 18 grudnia 2015 (supergigant)
30. Val Gardena – 19 grudnia 2015 (zjazd)
31. Wengen – 16 stycznia 2016 (zjazd)
32. Kitzbühel – 22 stycznia 2016 (supergigant)
33. Beaver Creek – 2 grudnia 2017 (zjazd)
34. Val Gardena – 16 grudnia 2017 (zjazd)
35. Kitzbühel – 19 stycznia 2018 (supergigant)
36. Val Gardena – 14 grudnia 2018 (supergigant)

#### Pozostałe miejsca na podium w zawodach
1. Kitzbühel – 26 stycznia 2003 (kombinacja) - 2. miejsce
2. Kitzbühel – 22 stycznia 2006 (kombinacja) - 3. miejsce
3. Yongpyong – 4 marca 2006 (gigant) - 3. miejsce
4. Åre – 16 marca 2006 (supergigant) - 3. miejsce
5. Beaver Creek – 2 grudnia 2006 (gigant) - 2. miejsce
6. Adelboden – 6 stycznia 2007 (gigant) - 3. miejsce
7. Kvitfjell – 9 marca 2007 (kombinacja) - 3. miejsce
8. Beaver Creek – 7 grudnia 2008 (gigant) - 3. miejsce
9. Kitzbühel – 23 stycznia 2009 (supergigant) - 2. miejsce
10. Kvitfjell – 6 marca 2009 (zjazd) - 3. miejsce
11. Åre – 12 marca 2009 (supergigant) - 2. miejsce
12. Beaver Creek – 5 grudnia 2009 (zjazd) - 3. miejsce
13. Beaver Creek – 6 grudnia 2009 (gigant) - 3. miejsce
14. Kvitfjell – 6 marca 2010 (zjazd) - 2. miejsce
15. Kvitfjell – 7 marca 2010 (supergigant) - 3. miejsce[5]
16. Garmisch-Partenkirchen – 11 marca 2010 (supergigant) - 3. miejsce
17. Lake Louise – 27 listopada 2010 (zjazd) - 3. miejsce
18. Val d’Isère – 11 grudnia 2010 (gigant) - 2. miejsce
19. Wengen – 14 stycznia 2011 (superkombinacja) - 3. miejsce
20. Kitzbühel – 21 stycznia 2011 (supergigant) - 3. miejsce
21. Chamonix – 30 stycznia 2011 (superkombinacja) - 3. miejsce
22. Lenzerheide – 16 marca 2011 (zjazd) - 3. miejsce
23. Beaver Creek – 3 grudnia 2011 (supergigant) - 2. miejsce
24. Kvitfjell – 3 marca 2012 (zjazd) - 3. miejsce
25. Kvitfjell – 4 marca 2012 (supergigant) - 2. miejsce
26. Beaver Creek – 30 listopada 2012 (zjazd) - 2. miejsce
27. Beaver Creek – 1 grudnia 2012 (supergigant) - 2. miejsce
28. Bormio – 29 grudnia 2012 (zjazd) - 3. miejsce
29. Kvitfjell – 2 marca 2013 (zjazd) - 2. miejsce
30. Wengen – 18 stycznia 2014 (zjazd) - 3. miejsce
31. Kitzbühel – 25 stycznia 2014 (zjazd) - 2. miejsce
32. Kitzbühel – 26 stycznia 2014 (supergigant) - 3. miejsce[6]
33. Alta Badia – 21 grudnia 2015 (gigant równoległy) - 2. miejsce
34. Wengen – 15 stycznia 2016 (superkombinacja) - 2. miejsce
35. Val d’Isère – 2 grudnia 2016 (supergigant) - 2. miejsce
36. Val d’Isère – 3 grudnia 2016 (zjazd) - 3. miejsce
37. Val Gardena – 17 grudnia 2016 (zjazd) - 2. miejsce
38. Lake Louise – 25 listopada 2017 (zjazd) - 3. miejsce
39. Bormio – 28 grudnia 2017 (zjazd) - 2. miejsce
40. Wengen – 13 stycznia 2018 (zjazd) - 2. miejsce
41. Kvitfjell – 10 marca 2018 (zjazd) - 3. miejsce
42. Åre – 15 marca 2018 (supergigant) - 3. miejsce
43. Beaver Creek – 30 listopada 2018 (zjazd) - 3. miejsce
44. Beaver Creek – 1 grudnia 2018 (supergigant) - 3. miejsce

- W sumie (36 zwycięstw, 19 drugich i 25 trzecich miejsc).